# Nienarodzony (film 2009)
Nienarodzony – amerykański horror filmowy z 2009 roku w reżyserii Davida S. Goyera.

## Obsada
- Odette Yustman jako Casey Beldon
- Gary Oldman jako Rabbi Joseph Sendak
- Ethan Cutkosky jako Barto
- Cam Gigandet jako Mark
- Meagan Good jako Romey
- Jane Alexander jako Sofi Kozma
- James Remar jako Gordon Beldon
- Idris Elba jako Arthur Wyndham
- Rhys Coiro jako Mr. Shields
- Carla Gugino jako Janet Beldon
- Aiden David jako Baby Nelson
- Conner David jako Baby Nelson
- Eric Flores jako Romey's Boyfriend
- Atticus Shaffer jako Matty
- Rachel Brosnahan jako Lisa Shephard